# Niederanven
Niederanven (lb. Nidderaanwen) − miejscowość i gmina (gemeng / commune / Gemeinde) w południowo-zachodnim Luksemburgu, w kantonie Luksemburg. Do 3 października 2015 gmina leżała w dystrykcie Luksemburg. Siedziba administracyjna gminy znajduje się w miejscowości Oberanven. Liczy 6660 mieszkańców (1 stycznia 2023). Znajduje się tutaj port lotniczy Luksemburg.

## Podział administracyjny
Do gminy należy 17 miejscowości, w tym siedem (Uertschaft) oraz dziesięć lieu-dit:
1. Buschhaus (Bëschhaus), lieu-dit
2. Distillerie (Brennerei), lieu-dit
3. Engelshof (Engelshaff), lieu-dit
4. Ernster (Iernster)
5. Ferme Paris (Parishaff / Parishof), lieu-dit
6. Franzosengrund (Fransousegronn), lieu-dit
7. Hoehenhof (Héienhaff / Höhenhof), lieu-dit
8. Hostert (Hueschtert)
9. Jägerhäuschen (Jeeërhaischen), lieu-dit
10. Niederanven (Nidderaanwen)
11. Oberanven (Ueweraanwen)
12. Oberanven-Barrière (Ueweraanwen-Barrière), lieu-dit
13. Rameldange (Rammeldang / Rameldingen)
14. Senningen (Senneng)
15. Senningerberg (Sennengerbierg)
16. Stafelter, lieu-dit
17. Waldhof (Waldhaff), lieu-dit

## Współpraca
Miejscowości partnerskie:
- Altea, Hiszpania
- Bad Kötzting, Niemcy
- Bellagio, Włochy
- Bundoran, Irlandia
- Chojna, Polska
- Granville, Francja
- Holstebro, Dania
- Houffalize, Belgia
- Judenburg, Austria
- Karkkila, Finlandia
- Kőszeg, Węgry
- Marsaskala, Malta
- Meerssen, Holandia
- Oxelösund, Szwecja
- Preny, Litwa
- Preweza, Grecja
- Sesimbra, Portugalia
- Sherborne, Wielka Brytania
- Sigulda, Łotwa
- Sušice, Czechy
- Türi, Estonia
- Zwoleń, Słowacja